# GR-4

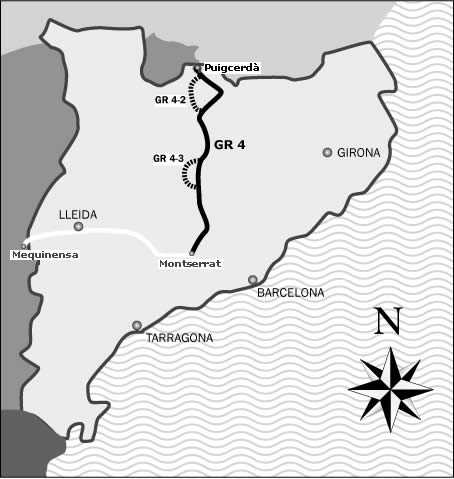
Recorrido del sendero por Cataluña

El GR-4 es un sendero de Gran Recorrido ubicado en Cataluña. El sendero comienza en Puigcerdá y termina en Montserrat,estando previsto que algún día llegue hasta Mequinenza. Con sus 158 km de recorrido forma parte del tramo español del sendero europeo de gran recorrido E-7 (Lisboa - Constanza). Tiene diversas variantes (GR 4-2 y GR 4-3), algunas de las cuales se han convertido en senderos GR independientes (la antigua GR 4-1 es ahora el GR 241). El camino fue homologado por la Federació d'entitats excursionistes de Catalunya en 1978.

## Recorrido
Partiendo del puente internacional de puigcerdá, el sendero va en dirección a la Molina hasta Coll de Pal para cruzar el parque natural del Cadí-Moixeró y, después, baja hasta la Pobla de Lillet. Continúa cerca de las fuentes del río Llobregat, que pertenecen al municipio de Castellar de Hug. Cruza este río y sube al Santuario de Falgars, cruzando el espacio de interés natural de Catllarás desde donde se dirige a Sant Romá de la Clusa y Borredá, al lado mismo de la carretera que va de Berga a ripio. Desde Borredá el camino se dirige hacia La Quar. Continúa por Sagás, Sant Pau de Pinos y el monasterio de Sant Benet de Bages, por donde se dirige hacia Sant Vicente de Castellet y termina subiendo a Montserrat.
La variante GR 4-1 se convirtió en la ruta de gran recorrido GR 241. La variante GR 4-2 cruza el parque natural del Cadí-Moixeró por una ruta alternativa, pasando por Bagá, Guardiola de Berga i Santa Julia de Cerdanyola.

## Etapas
La ruta está dividida en 11 etapas, cada una con una duración média de unos 15 km.
| Etapa | Itinerario                                          | Distancia (km) | Tiempo aproximado (horas) |
| ----- | --------------------------------------------------- | -------------- | ------------------------- |
| 1     | Puigcerdá - Alp                                     | 8.5            | 2:07                      |
| 2     | Alp - Coll de Pal                                   | 14.2           | 4:50                      |
| 3     | Coll de Pal - Falgars                               | 15.8           | 4:00                      |
| 4     | Falgars - Borredà                                   | 19.3           | 5:10                      |
| 5     | Borredà - Sagàs                                     | 15.4           | 4:05                      |
| 6     | Sagàs - Sant Pau de Pinós                           | 17.2           | 4:30                      |
| 7     | Sant Pau de Pinós - Santa María de Cornet           | 12.1           | 3:02                      |
| 8     | Santa María de Cornet - Cabrianes                   | 15.1           | 3:51                      |
| 9     | Cabrianes - Pont de Vilomara                        | 16.7           | 4:14                      |
| 10    | Pont de Vilomara - Sant Vicenç de Castellet         | 9.8            | 2:37                      |
| 11    | Sant Vicenç de Castellet - Monasterio de Montserrat | 18             | 5:20                      |

## Conexiones con otros senderos
A diferentes alturas del sendero es posible enlazar con otros senderos que se cruzan con el GR-5 a lo largo de su recorrido.
| Lugar                                     | Etapa | Sendero           |
| ----------------------------------------- | ----- | ----------------- |
| Sant Benet de Bages                       |       | GR-3              |
| Sant Pau de Pinós                         | 7     | Variante GR-176-2 |
| Sagàs                                     | 5     | GR-1              |
| Santuario de Quar i Sant Romà de la Clusa |       | GR-176 y GR-241   |
| Coll de Pal                               | 3     | GR-150            |
| Puigcerdá                                 | 1     | GR-11             |